# ماتار سنه
ماتار سنه (انگلیسی: Matar Sène؛ زادهٔ ۱۶ سپتامبر ۱۹۷۰) کشتی‌گیر اهل سنگال بود.